# Tandridge (district)
Pour les articles homonymes, voir Tandridge.
Tandridge est un district non métropolitain du Surrey, en Angleterre. Il est situé tout à l'est du comté, à la frontière du Kent. Il doit son nom au village de Tandridge et correspond approximativement à l'ancien hundred de Tandridge. Son chef-lieu est Oxted.

## Composition
Le district est composé des villes et paroisses civiles suivantes :
- Bletchingley
- Burstow
- Caterham on the Hill
- Caterham Valley
- Chaldon
- Chelsham and Farleigh
- Crowhurst
- Dormansland
- Felbridge
- Godstone
- Horne
- Limpsfield
- Lingfield
- Nutfield
- Outwood
- Oxted
- Tandridge
- Tatsfield
- Titsey
- Warlingham
- Whyteleafe
- Woldingham